# 바바 다쓰이

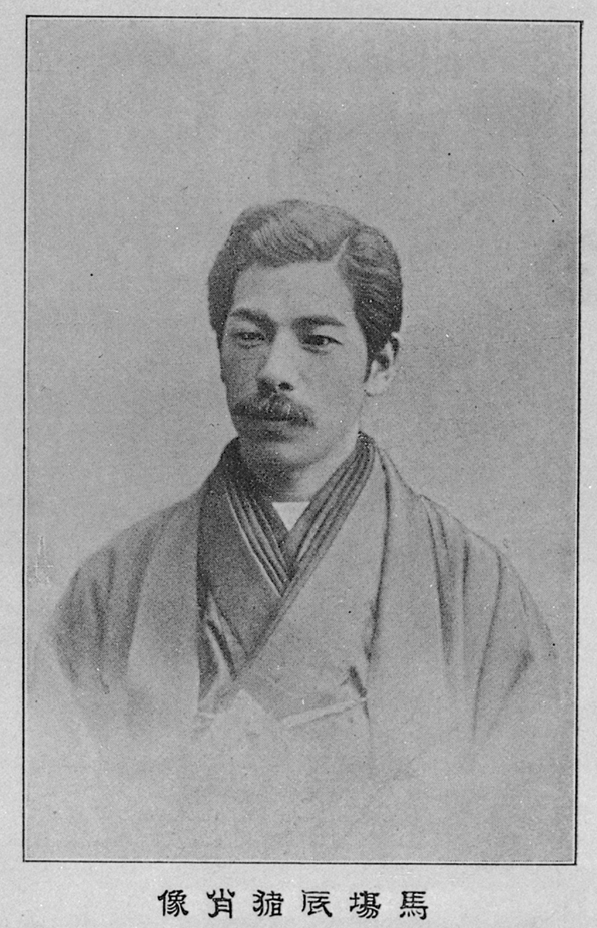
바바 다쓰이

바바 다쓰이(일본어: 馬場 辰猪, 1850년 6월 24일 ~ 1888년 11월 1일)는 일본 메이지 시대의 평론가, 언론인, 사상가이다. 자유민권운동을 주도한 투사로 여겨진다.

## 생애
현재의 일본 고치현에 존재했던 도사국에서 태어난 바바 다쓰이는 게이오 의숙(현재의 게이오기주쿠 대학)에서 정치학, 역사학을 전공했고 19세에 도사번에서 파견한 영국 유학생으로 선발된다. 애초에 선발된 사람이 에도에서 출발하기 며칠 전에 요시와라 유곽에 놀러갔다가 말썽을 일으켜서 부끄러움을 못 이기고 할복 자살하게 되어 보결로 바바가 뽑혔다고 한다. 너무 어린 나이에 유학을 갔던 터라 한문 실력이 없었고, 그 결과 한문 소양이 전제가 되는 당시의 일본어보다 영어 쪽이 훨씬 더 사용하기 쉬웠다. 그래서 그는 영문으로 집필을 시작했다.
바바는 영국으로 두 번 유학간 뒤에 자유민권운동의 투사가 되었고, 체포되고 만다. 마지막에는 거의 망명해버리는데, 출옥해서 바로 미국으로 간다. 일본 최초의 정치적 망명가로 보인다. 당시에 미국 주재 일본 공사가 모리 아리노리라서, 메이지 정부가 바바에 관한 정보를 모리에게 자주 보냈다. 모리는 바바를 돌려보내려고 했지만 정부에 대해 험담을 해대는 인물인지라 그럴 수 없었다. 바바는 미국에서 마지막까지 자유민권사상을 설파하다가 죽었다.

## 사상
바바는 영국의 식민 지배를 받고 있던 인도를 예로 들면서 언어가 달라지면 계급 간의 골을 만들고, 하나의 나라를 이룰 수 없을 뿐더러, 하층 계급의 대다수가 국사(國事)라는 중대 문제로부터 배제당하고 말 것이라고 반박했다. 영국 유학생이었던 바바는 일본어에 비해 영어 쪽이 사물을 논리적으로 말할 수 있어 유리한 점이 많지만, 일본어에도 간단히 숙어로 표현할 수 있는 상황과 정서가 있어서 그런 것은 일본어의 장점이기도 하다고 말했다.

## 저서
23세에 영국 출판사에서 《기초 일본어 문법》이라는 책을 펴냈고, 최초의 체계적인 일본어 문법사전이라고 볼 수 있는 이 책에는 약간의 연습문까지 들어 있다. 1888년(메이지 21년)에는 증보판도 나왔고, 바바가 죽은 뒤인 1901년(메이지 34년)에는 제3판이 나왔다. 말년에는 영문 소책자인 《일본의 정치 상황》(The Political Condition of Japan)을 썼는데 표지에 "의지할 곳은 천하의 여론이고 배격해야 할 적은 폭력적인 가학적인 정부이다."라고 썼다.